# Bocageopsis mattogrossensis
Bocageopsis mattogrossensis (R.E.Fr.) R.E.Fr. – gatunek rośliny z rodziny flaszowcowatych (Annonaceae Juss.). Występuje naturalnie w Kolumbii, Peru, Boliwii oraz Brazylii (w stanach Pará, Goiás, Mato Grosso oraz Parana). 

## Morfologia
PokrójZimozielone drzewo lub krzew dorastające do 4–22 m wysokości.
LiścieMają eliptyczny kształt. Mierzą 10–12 cm długości oraz 3–4 cm szerokości. Liść na brzegu jest całobrzegi. Wierzchołek jest ostry.
KwiatyPojedyncze. Rozwijają się na szczytach pędów. Mają 6 białych płatki osiągających do 3–5 mm długości.
OwocePojedyncze. Mają prawie kulisty kształt. Osiągają 5–10 mm.

## Biologia i ekologia
Rośnie w lasach, na wybrzeżu. Występuje na wysokości do 700 m n.p.m.